# Герб Киевской области
Герб Киевской области (укр. Герб Київської області) — официальный символ Киевской области Украины. Утверждён 2 февраля 1999 года. Автором герба является украинский график и живописец Василий Васильевич Босенко.
В июле 2023 года Киевская областная военная администрация заявила о намерениях обновить официальную символику области – герб и флаг. Причиной для этого была названа схожесть символики с гербом и флагом Москвы и Московской области России. 

## Описание
В лазоревом поле с зелёной оконечностью святой Георгий на серебряном коне влево, бьющий золотым копьём коричневого попранного змея. Щит увенчан золотой княжеской диадемой и обрамлён двумя дубовыми ветками с зелёными листьями и коричневыми желудями, сверху которых по три золотых пшеничных колоса.
В отличие от большинства гербов Украины, вместо рекомендуемого геральдической комиссией испанского щита, применяется французский щит. Также герб выполнен с нарушениями законов геральдики.

## История

### Киевское княжество

Печать неизвестного киевского князя с изображением архангела Михаила. XII—XV века

Популярным мотивом символики Киевского княжества начиная от правления Владимира Мономаха был архангел Михаил. Архангел, который поражал змея копьём был изображен на княжеских печатях XII — XIII веков. Впрочем использование этого символа именно как герба Киевщины, документально не зафиксировано, поскольку в данный период геральдика не получила распространения на русских землях.
Хотя Архангел Михаил известен с XII века как некий династический знак киевских Мономаховичей — Мстислава I (1125—1132) и его потомков, однако связь Архистратига Михаила с Киевом значительно древнее и по легендам достигает дохристианских времен — символ змееборца. Уже через столетие после принятия христианства киевский князь Святополк Изяславич построил в Киеве величественный Михайловский Златоверхий собор — напротив Софии Киевской.

### Киевское воеводство
В 1471 году Киевское княжество было преобразовано в Киевское воеводство. Гербом воеводства стал серебряный ангел, держащий в правой руке опущенный меч, а в левой — ножны, в красном щите.

### Киевское наместничество
Герб Киевского наместничества, утверждён 4 июня 1782 года: «Архангел Михаил в серебряной одежде в голубом поле».

### Киевская губерния

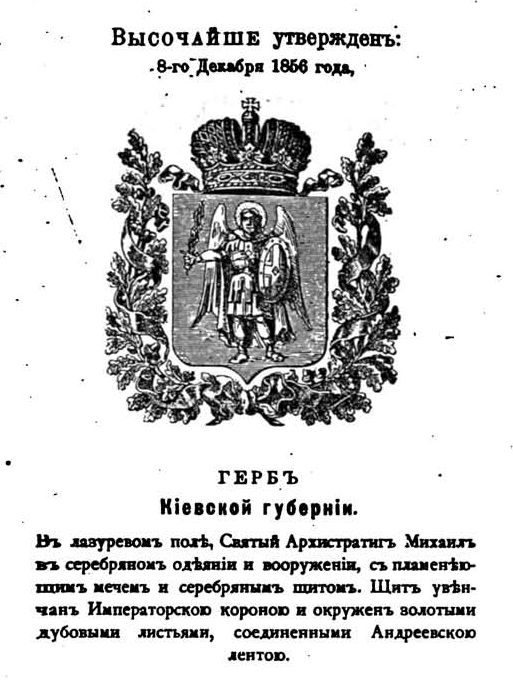
Герб Киевской губернии

Герб Киевской губернии утверждён 8 декабря 1856 года. Описание герба: «В лазуревом поле святой Архистратиг Михаил в серебряном одеянии и вооружении, с пламенеющим мечем и серебряным щитом. Щит увенчан Императорскою короною и окружен золотыми дубовыми листьями, соединенными Андреевскою лентою».

### Проект герба 2023 года
24 июля глава военной администрации Киевской области Руслан Кравченко заявил, что герб области будет изменен. Начиная с 1999 года на гербе региона изображён Юрий (Георгий) Змееборец, который является практически полной копией герба Москвы, представленной изображением Георгия Победоносца. По словам Кравченко, в настоящий момент назрели изменения герба Киевщины.
Чиновник отметил, что размещение Юрия Змееборца на гербе Киевской области не соответствует историческим корням и традициям данного региона.
Критикуют нынешний герб Киевщины и с чисто геральдической точки зрения. По мнению Украинского геральдического общества, композиционно неудачным является решение с диадемой, имеющей много мелких деталей, которые не читаются. А также отмечается использование на гербе негеральдического коричневого цвета для окраски змея.

Проект герба Киевской области 2023 года

Специалисты предложили вернуться к историческому гербу с Архангелом Михаилом, зафиксированному в исторических документах и отраженному на больших государственных печатях Великого Княжества Литовского.

## Внешние ссылки
- Символика Киевской области
- Украинское геральдическое общество Архивировано 11 мая 2016 года.